# Лисенко Микола Григорович
Мико́ла Григо́рович Ли́сенко (6 березня 1927, с. Побединське, Вороніжчина —  1 березня 2014, Бровари) — український громадський і політичний діяч, історик, дослідник радянських репресій — таємниці поховань у Биківнянських могилах. Був першим головою Народного Руху України у Броварах, одним із фундаторів Українського товариства «Меморіал». Почесний громадянин міста Бровари. 

## Життєпис
Микола Лисенко народився 6 березня 1927 року на українських теренах Вороніжчини, в заможній родині селян-ремісників.
На початку 1930-х родину Лисенків комуністи зарахували до «куркулів», у 1931 році репресували й вислали. У 1931—1947 роках сім'я поневірялася на засланні в Сибіру та Казахстані. Половина родини там загинула.
Під час Другої світової війни, починаючи з 16-річного віку, Микола навчався у ремісничому училищі на токаря. Закінчивши, став майстром у цьому ж училищі, навчав інших. На фронт не потрапив, бо був заброньований. Склав екстерном іспити за восьмий клас і отримав свідоцтво.
У 1947 році закінчив десять класів. Цього року переїхав до Воронежа, де навчався в сільськогосподарському інституті за фахом економіста-аграрника. 1952 року із відзнакою закінчив інститут.
У 1952 році за власним бажанням, як відмінник, направлений на роботу до Київської області, у Київську агролісомеліоративну експедицію. Працював ґрунтознавцем. Будучи повністю зросійщеним, повернувся в Україну, де тривалий час дерусифіковувався та відновлював українську національну свідомість.
У 1954 році оселився в Броварському районі. Працював у Броварській машинно-тракторній станції агрономом-овочівником в колгоспі ім. Кірова в селі Велика Димерка.
У 1954 році отримав земельну ділянку в Броварах.
У 1957 році почав працювати в науково-дослідному інституті «УкрНДІГіМ» у Києві.
З 1962 року працював в інституті «Укрдіпроводгосп» у відділі економіки. Двічі під час роботи в інституті тривалий час перебував у закордонних відрядженнях. У 1963—1964 роках — у Тунісі, а у 1965—1967 — в Алжирі.
Із 1965 року постійно мешкав у Броварах.
У 1988 році вийшов на пенсію.

## Громадсько-політична діяльність

### Дослідження Биківнянських могил
У середині 1980-х років Микола Лисенко взявся досліджувати поховання в селі Биківня. Спираючись на свідчення старожилів та архівні документи, подвижники на чолі з Миколою Лисенком організували широкий громадський рух для розкриття биківнянської таємниці. Під тиском неспростовних фактів у 1989 року четверта урядова комісія визнала, що в Биківні поховані жертви більшовицького терору, і що їх катували та розстрілювали у тюрмах Києва, а тіла вивозили у биківнянський ліс.

### Громадська діяльність
Микола Лисенко був одним із фундаторів Українського товариства «Меморіал», кілька років був головою його виконкому, потім протягом 15-ти років головою товариства «Меморіал Київщини», в останні роки — почесним головою. У Товаристві політв'язнів та репресованих відповідав за увічнення пам'яті жертв політичних репресій. Був першим головою Народного Руху України у Броварах.
Саме Микола Лисенко був ініціатором відзначення Дня пам'яті жертв політичних репресій на території Биківнянських могил.
У своєму будинку він створив Музей української старовини й побуту.

### Політична діяльність
Миколу Лисенка тричі обирали депутатом Броварської міської ради.

## Публікації
Микола Лисенко видав три книги про биківнянську трагедію та комуністичний режим в СРСР.
- «Биківня: злочин без каяття»[5], вийшла наприкінці 1996 року. В ній уперше оприлюднено списки жертв.
- «Биківня — наш вічний біль», 2009 року.[6]
- Дослідження «У жорнах комунізму» на 888-ми сторінках, 2010 року — літопис кількох поколінь Лисенків, у якому висвітлено історію українського народу.

Також Микола Лисенко видав кілька сотень статей про поховання у Биківні.

## Родина
- З 1954 по 1958 роки був одружений із Діаною.[3]
- З 1962 по 1969 роки був одружений із Майєю.[3]
- У 1981 році одружився з Нелею Щербиною, з якою прожив до кінця життя.[1][2][3]

## Загибель
1 березня 2014 року Микола Лисенко разом із дружиною Нелею Щербиною загинули на вулиці Димитрова в Броварах унаслідок дорожньо-транспортної пригоди. Їх збив автомобіль, коли ті переходили вулицю.

## Нагороди
Микола Лисенко мав урядові нагороди.
- Медаль «За доблесну працю у Великій Вітчизняній війні 1941—1945 рр.».[4]
- Два срібні хрести за Рух від В'ячеслава Чорновола.[4]
- «Знак пошани» Броварської районної ради II ступеня.[4]
- Орден від Патріарха Філарета та дві церковні медалі.[4]
- Орден Президента України «За заслуги» III (2006 року) та II ступенів.[4]
- Ювілейна медаль «65 років Перемоги у Великій Вітчизняній війні 1941—1945 рр.»[4]
- 19 вересня 2014 року Миколу Лисенка посмертно нагородили званням «Почесний громадянин міста Бровари».[8]

Також Микола Лисенко мав подяки від київського мера та київського губернатора; почесні грамоти, відзнаки, інші нагороди та подяки.